# 대한민국 민법 제240조
대한민국 민법 제240조는 수목가지(수지)·수목뿌리(목근)의 제거권에 대한 청구권 조문이다.

## 조문
제240조(수지, 목근의 제거권) ①인접지의 수목가지가 경계를 넘은 때에는 그 소유자에 대하여 가지의 제거를 청구할 수 있다.
②전항의 청구에 응하지 아니한 때에는 청구자가 그 가지를 제거할 수 있다.
③인접지의 수목뿌리가 경계를 넘은 때에는 임의로 제거할 수 있다.

第240條(樹枝, 木根의 除去權) ① 隣接地의 樹木가지가 境界를 넘은 때에는 그 所有者에 對하여 가지의 除去를 請求할 수 있다.
② 前項의 請求에 應하지 아니한 때에는 請求者가 그 가지를 除去할 수 있다.
③ 隣接地의 樹木뿌리가 境界를 넘은 때에는 任意로 除去할 수 있다.